# 藤田直之
藤田 直之（ふじた なおゆき、1987年6月22日 - ）は、福岡県出身の元プロサッカー選手。ポジションはミッドフィールダー（MF）。元日本代表。

## 来歴
東海大五高から福岡大学へ進み、総理大臣杯優勝など数々のタイトルを獲得した。4年時にはMFながら九州大学リーグ得点王に輝いた。末吉隼也は高校・大学の同期で、高校の同期には他に橋内優也が、大学の同期には他に河田晃兵、宮路洋輔、福井諒司、高橋祐太郎がいる。
2010年シーズンにサガン鳥栖へ加入。鳥栖加入後は、ボランチとしてプレーしており、正確なキックとロングスローでアシストを量産、チームの攻撃の起点として活躍した。
2011年シーズンには、加入2年目にして副キャプテンに就任。キャプテンの室拓哉が負傷などで出場機会が減ったため、第24節からキャプテンマークを付けると、そこから36節で敗れるまでの16試合連続無敗（11勝5分）を記録。
チームがJ1昇格を果たした2012年シーズンには晴れてキャプテンを任され、以後2015年まで4年連続でキャプテンを担った。
2015年7月、怪我により出場辞退した柏木陽介に代わり、東アジアカップ2015に出場する日本代表メンバーに選出（追加招集）された。8月5日の韓国戦で代表初出場を果たした。
2016年、ヴィッセル神戸へ完全移籍。
2019年、ヴィッセル神戸へ完全移籍した山口蛍と入れ替わる形でセレッソ大阪へ完全移籍。ソウザや奥埜博亮らとダブルボランチの座を争うことになった。徐々に監督・ロティーナの信頼を掴み2020年はボランチのレギュラーに定着した。
2021年、ルヴァンカップのガンバ大阪との大阪ダービーでチームの3点目を決めて4-0の勝利、準決勝進出に貢献した。チームは準決勝も勝利し決勝に進出した。
2022年、サガン鳥栖へ完全移籍。7年ぶりの古巣復帰となった。「6年前、鳥栖を離れる決断をしたその日から思い描いていた、再び鳥栖のユニフォームに袖を通す！という夢が叶い大変嬉しく思います。」とコメントした。
2024年11月14日、現役を引退する事を発表した。
引退後もサガン鳥栖に関わっていくことを引退セレモニーでは明かし、2025年1月10日の新体制発表でサガン鳥栖トップチームのアシスタントコーチに就任することが発表された。

## エピソード
- 2011年10月28日に結婚[10]。2012年8月22日に第一子となる長男が[10]、2015年1月20日に次男が[11]、2017年12月12日に長女が誕生している[12]。
- 福岡大学1年生時に鳥栖との練習試合の際に尹晶煥のプレーに衝撃を受けたことがきっかけとなり、鳥栖入りを決意した。
- ロングスローの名手として知られる。「（高校）当時の3年生が長身の人が多くて投げ続けた」のがきっかけだという[13]が、特に2011年シーズン途中からは、鋭いロングスローを投げるようになり、対戦チームの脅威の的となった。これは同シーズンの開幕戦後に左足第5中足骨を骨折し、下半身のトレーニングができなかった期間に背筋を中心に上半身を鍛えたことによるものだという[14]。

## 所属クラブ
- 鯰田FC
- ライジングスターズ
- 2003年 - 2005年 東海大学付属第五高校
- 2006年 - 2009年 福岡大学
- 2010年 - 2015年  サガン鳥栖
- 2016年 - 2018年  ヴィッセル神戸
- 2019年 - 2021年  セレッソ大阪
- 2022年 - 2024年  サガン鳥栖

## 個人成績
| 国内大会個人成績 | 国内大会個人成績 | 国内大会個人成績 | 国内大会個人成績 | 国内大会個人成績 | 国内大会個人成績 | 国内大会個人成績 | 国内大会個人成績 | 国内大会個人成績 | 国内大会個人成績 | 国内大会個人成績 | 国内大会個人成績 |
| 年度             | クラブ           | 背番号           | リーグ           | リーグ戦         | リーグ戦         | リーグ杯         | リーグ杯         | オープン杯       | オープン杯       | 期間通算         | 期間通算         |
| 年度             | クラブ           | 背番号           | リーグ           | 出場             | 得点             | 出場             | 得点             | 出場             | 得点             | 出場             | 得点             |
| 日本             | 日本             | 日本             | 日本             | リーグ戦         | リーグ戦         | リーグ杯         | リーグ杯         | 天皇杯           | 天皇杯           | 期間通算         | 期間通算         |
| ---------------- | ---------------- | ---------------- | ---------------- | ---------------- | ---------------- | ---------------- | ---------------- | ---------------- | ---------------- | ---------------- | ---------------- |
| 2009             | 福岡大           | 14               | -                | -                | -                | -                | -                | 2                | 1                | 2                | 1                |
| 2010             | 鳥栖             | 6                | J2               | 32               | 4                | -                | -                | 1                | 1                | 33               | 5                |
| 2011             | 鳥栖             | 14               | J2               | 23               | 0                | -                | -                | 0                | 0                | 23               | 0                |
| 2012             | 鳥栖             | 14               | J1               | 33               | 6                | 4                | 0                | 1                | 0                | 38               | 6                |
| 2013             | 鳥栖             | 14               | J1               | 31               | 2                | 2                | 0                | 5                | 0                | 38               | 2                |
| 2014             | 鳥栖             | 14               | J1               | 32               | 1                | 4                | 0                | 2                | 0                | 38               | 1                |
| 2015             | 鳥栖             | 14               | J1               | 31               | 0                | 3                | 0                | 3                | 0                | 37               | 0                |
| 2016             | 神戸             | 14               | J1               | 32               | 0                | 6                | 1                | 3                | 1                | 41               | 2                |
| 2017             | 神戸             | 14               | J1               | 21               | 1                | 3                | 0                | 3                | 0                | 27               | 1                |
| 2018             | 神戸             | 14               | J1               | 29               | 2                | 4                | 1                | 2                | 0                | 35               | 3                |
| 2019             | C大阪            | 5                | J1               | 25               | 0                | 7                | 0                | 1                | 0                | 33               | 0                |
| 2020             | C大阪            | 5                | J1               | 31               | 1                | 1                | 0                | -                | -                | 32               | 1                |
| 2021             | C大阪            | 5                | J1               | 31               | 2                | 2                | 1                | 3                | 0                | 36               | 3                |
| 2022             | 鳥栖             | 14               | J1               | 26               | 2                | 5                | 0                | 1                | 0                | 32               | 2                |
| 2023             | 鳥栖             | 14               | J1               | 22               | 0                | 2                | 0                | 2                | 1                | 26               | 1                |
| 2024             | 鳥栖             | 14               | J1               | 12               | 0                | 1                | 0                | 3                | 0                | 16               | 0                |
| 通算             | 日本             | 日本             | J1               | 356              | 17               | 44               | 3                | 29               | 2                | 429              | 22               |
| 通算             | 日本             | 日本             | J2               | 55               | 4                | -                | -                | 1                | 1                | 56               | 5                |
| 通算             | 日本             | 日本             | 他               | -                | -                | -                | -                | 2                | 1                | 2                | 1                |
| 総通算           | 総通算           | 総通算           | 総通算           | 411              | 21               | 44               | 3                | 32               | 4                | 487              | 28               |

- J1リーグ初出場 - 2012年3月10日 第1節 vs セレッソ大阪 (ベストアメニティスタジアム)
  - 初得点 - 2012年5月25日 第13節 vs ガンバ大阪 (万博記念競技場)
- J2リーグ初出場 - 2010年3月7日 第1節 vs コンサドーレ札幌 (ベストアメニティスタジアム)
  - 初得点 - 2010年3月28日 第4節 vs 愛媛FC (ベストアメニティスタジアム)

| 国際大会個人成績 | 国際大会個人成績 | 国際大会個人成績 | 国際大会個人成績 | 国際大会個人成績 |
| 年度             | クラブ           | 背番号           | 出場             | 得点             |
| AFC              | AFC              | AFC              | ACL              | ACL              |
| ---------------- | ---------------- | ---------------- | ---------------- | ---------------- |
| 2021             | C大阪            | 5                | 4                | 0                |
| 通算             | AFC              | AFC              | 4                | 0                |

## 個人タイトル
- 2009年 九州大学リーグ得点王 (10得点)

## 代表歴

### 出場大会
- 九州大学選抜
  - 2009年 - デンソーカップサッカー
- 日本代表
  - 2015年 - 東アジアカップ2015

### 試合数
- 国際Aマッチ 1試合 0得点 (2015年)

| 日本代表 | 国際Aマッチ | 国際Aマッチ |
| 年       | 出場        | 得点        |
| -------- | ----------- | ----------- |
| 2015     | 1           | 0           |
| 通算     | 1           | 0           |

### 出場
| No. | 開催日       | 開催都市 | スタジアム   | 対戦国 | 結果 | 監督           | 大会                   |
| --- | ------------ | -------- | ------------ | ------ | ---- | -------------- | ---------------------- |
| 1.  | 2015年8月5日 | 武漢     | 武漢体育中心 | 韓国   | △1-1 | ハリルホジッチ | EAFF東アジアカップ2015 |

## 指導歴
- 2025年 -  サガン鳥栖
  - 2025年 - トップチームアシスタントコーチ